# NGC 3546
NGC 3546 (również PGC 33846) – galaktyka eliptyczna (E-S0), znajdująca się w gwiazdozbiorze Pucharu. Odkrył ją w 1886 roku Frank Muller.